# Der Mönch als Liebesbote (Fassung A)
Der Mönch als Liebesbote (Fassung A) ist ein ausschließlich in der Handschrift München, Bayerische Staatsbibliothek, Cgm 714 (1455–1458) überliefertes  Märe. Es wird in dieser Handschrift Konrad von Würzburg zugeschrieben. Diese Zuschreibung gilt der germanistischen Forschung allerdings als Verfasserfiktion. Weitere Fassungen des Märe sind von Heinrich Kaufringer (Fassung B) und Hans Schneeberger (Fassung C) überliefert. Das Märe handelt von einer cleveren jungen Frau und einem Jüngling, die einen Mönch durch erfundene Geschichten so manipulieren, dass dieser schlussendlich zum Liebesboten für die beiden wird und ihnen hilft, sich näher zu kommen.

## Inhalt
Die Frau eines reichen Römers lebt mit diesem zusammen glücklich und zufrieden in einem schönen Haus. Sie bekommt von ihrem Mann alles, was sie sich wünscht.
Jeden Tag geht an diesem Haus ein Jüngling vorbei. Er verliebt sich in die Römerin, und sie sich auch in ihn. Als ihr Ehemann für einige Zeit verreist, nutzt die Frau die Gelegenheit und denkt sich eine List aus: Sie geht zu einem Mönch, um ihm eine gespielte Beichte vorzutragen. Sie erzählt ihm von dem jungen Mann und lügt ihn an, dass sie einen Ring von jenem geschenkt bekommen habe. In Wahrheit ist der Ring aber ihrer. Die Römerin gibt vor, das Geschenk nicht behalten zu wollen, und bittet deswegen den Mönch, den Ring zu dem jungen Mann zurückzubringen.
Der Mönch willigt ein. Als er beim Jüngling ist, redet er diesem wegen seiner angeblichen Verfehlung ins Gewissen. Dieser streitet jedoch alles ab. Aber als der Mönch ihm den Ring gibt, erkennt der Freier die Täuschung und spielt Reue vor. Er gibt dem Gottesdiener seinen Ring und beteuert, dass er von der Frau wäre. Der Mönch vergibt ihm und bringt den Ring zur Frau. Auf die Frage des Mönches, warum die Römerin nichts von dem Ring erzählt habe, denkt sie sich eine weitere Lüge aus. Sie erwidert, dass sie dem Jüngling den Ring gegeben habe, weil er ihr zuvor einen Gürtel und einen Beutel mit dem Ring und einem Brief, den sie allerdings schon verbrannt habe, geschenkt habe. Es sollte als Gewissensausgleich dienen. Im Brief habe gestanden, dass der Freier sie durch ein loses Brett in der Wand besuchen kommen wolle. Außerdem sagt sie, sie fürchte sich vor einem nächtlichen Besuch. Sie geht kurz aus dem Zimmer und bereitet einen Gürtel und einen Beutel vor, die angeblich Besitz des Jünglings seien.
Der Mönch bringt diese auf die Bitte der Frau hin zum Jüngling und erzählt diesem alles, was die Frau ihm berichtet hatte. Er erwähnt dabei auch das lose Brett in der Wand. Der Jüngling sagt, es täte ihm Leid, und verspricht, die Frau nicht mehr nachts besuchen zu kommen. Der Mönch geht daraufhin zufrieden nach Hause. In der Nacht besucht der Jüngling jedoch die Römerin. Sie empfängt ihn und führt ihn in ihr mit Kerzenlicht beleuchtetes Schlafzimmer, in welchem sie sich einen schönen Abend zu zweit machen.